# Nototriton major
Nototriton major is een salamander uit de familie longloze salamanders (Plethodontidae). De soort werd voor het eerst wetenschappelijk beschreven door David A. Good en David Burton Wake in 1993.

## Verspreiding en habitat
De salamander komt voor in delen van Midden-Amerika en leeft endemisch in Costa Rica. Nototriton major komt alleen voor in een klein gebied van bergbossen tussen de 1100 en 1200 meter boven zeeniveau in de Cordillera de Talamanca nabij Moravia de Chirripó. In 2014 plantte Nototriton major zich voor het eerst in gevangenschap voort in het Costa Rican Amphibian Research Center.